# Serhiy Koridze
Serhiy Koridze (ukrainien : Сергі́й Гівівіч Корі́дзе ; russe : Сергей Гивиевич Коридзе), né le 6 décembre 1975 à Odessa, est un joueur international ukrainien de futsal reconverti entraîneur.
Débutant sa carrière dans le football, Serhiy Koridze connaît des débuts professionnels en 1992 pour le Chornomorets-2 Odessa. En 1994, il joue pour le FC Anzhi Makhachkala, mais se tourne vers le futsal en 1995 après un retour en Ukraine. Koridze joue pour le Lokomotyv Odessa et remporte tout de suite trois fois le Championnat ukrainien puis, en 1998, rejoint l'Interkas Kiev et continue de remporter le titre national. En 2001, Koridze retourne en Russie, où il joue pour le Dina Moscou, le Spartak Shchelkovo, le TTG-Yugra Yugorsk et le KPRF Moscou.
Koridze est finaliste avec son équipe nationale et meilleur buteur du Championnat d'Europe des nations deux fois consécutives, en 1999 puis 2001. Il est le meilleur buteur de l'histoire de l'Équipe d'Ukraine de futsal FIFA.

## Biographie

### Formation de footballeur
Sergueï Koridze commence une carrière de footballeur avec l'équipe locale Chornomorets Odessa, en 1992. Le défenseur dispute 35 matchs pour l'équipe réserve du club, Chornomorets-2.
Ne parvenant pas à intégrer l'équipe première d'Odessa, il rejoint le jeune club russe de l'Anzhi Makhachkala en 1994. Il y dispute une vingtaine de matchs et marque ses premiers buts en professionnel.
Koridze revient à Odessa et rejoint l'équipe amateur du Torpedo avant de commencer à jouer au futsal, en signant pour le Lokomotiv Odessa.

### Joueur du futsal
Arrivé au Lokomotiv Odessa, Sergueï Koridze s'impose au poste de pivot. L'équipe remporte le Championnat d'Ukraine lors de chacune des saisons de Koridze au club, 1995-96, 1996-97 et 1997-98, réalisant le doublé avec la coupe nationale en 1997 et 1998. En mai 1997, l'équipe est invitée à disputée la Coupe des champions européens terminée à la quatrième place. En trois saisons, au Lokomotiv, Koridze marque 126 buts en 77 apparitions, avant de rejoindre l'Interkas Kiev pour la saison 1998-99.
Dans la capitale ukrainienne, Serguei conserve et conquiert le championnat lors des saisons 1998-99 et 1999-2000, soit cinq titres consécutifs. Lors de la troisième et dernière saison à Kiev, l'équipe ne remporte que la Coupe d'Ukraine. Au cours de ses trois saisons à l'Interkas, Koridze inscrit 151 buts en seulement 44 apparitions et remporte deux titres de meilleur buteur.
En mars 2001, l'attaquant quitte l'Ukraine pour rejoindre le Dina Moscou, alors triple champion d'Europe, octuple champion nationale en titre et vainqueur de la Coupe intercontinentale fin 1997. Meilleur attaquant du championnat russe 2001-02, le pivot est sollicité par la section futsal du Benfica début 2003, qui négocie avec son agent. Koridze marque 52 buts en 2003-04. Il totalise 135 buts avec le Dina au cours d'un nouveau séjour de trois ans, sans toutefois remporter la moindre compétition. La meilleure performance de Dina ayant lieu lors de sa dernière année au club, avec la deuxième place en championnat de Russie.
En 2004, il rejoint le Spartak Shchelkovo avec qui il remporte la coupe de Russie de futsal 2005.
En 2008, Koridze s'engage avec le TTG-Yugra Yogorsk, puis le KPRF Moscou en 2011, sans ajouter de nouveau trophée à son palmarès.

### En équipe nationale
Fin février 2001, Koridze termine meilleur buteur du Championnat d'Europe des Nations 2001 avec sept buts, où l'équipe d'Ukraine s'incline en finale, après prolongation contre l'Espagne (2-1 ap).
Koridze aide l'Ukraine à se hisser parfois en tête du classement mondial au début des années 2000.
Lors de l'Euro 2003, Koridze égalise la performance du russe Konstantin Eremenko de terminer meilleur buteur de deux éditions consécutives, de nouveau avec sept buts à son actifs,,,,. Il décroche aussi le record du nombre de buts inscrits dans un même match de phase finale de l'Euro, avec cinq réalisations face au Portugal le 18 février 2003 lors du deuxième match de poule (7-4),. L'Ukraine termine avec la meilleure attaque de la compétition mais s'incline de nouveau en finale, contre l'Italie (1-0).
Koridze participe à la Coupe du monde 2004 et termine meilleur buteur de sa sélection, éliminée au second tour.
Le pivot participe au Championnat d'Europe 2005 où il inscrit un seul but et sa sélection perd de nouveau son dernier match contre l'Italien, dans le match pour la troisième place cette fois.
Au cours de ses 57 apparitions avec l'équipe ukrainienne de futsal, Kordize devient le meilleur buteur de l'histoire de la sélection avec 65 buts.

## Style de jeu
Avant le Championnat d'Europe 2005, le sélectionneur de l'équipe d'Ukraine, Gennadiy Lysenchuk, déclare « Il a un tir puissant, il est explosif et possède de bonnes capacités techniques. Il faut néanmoins tenir compte de son agressivité. Mais nous avons appris à utiliser son énergie pour apporter des bénéfices à l'équipe ».

## Statistiques

### Internationales
Début 2022, Serhiy Koridze est le cinquième meilleurs buteurs de l'histoire des phases finales du Championnat d'Europe des nations avec quinze buts et le deuxième meilleurs buteurs phases finales et éliminatoires de l'Euro confondus (39 buts) derrière le russe Konstantin Eremenko (44).
Au cours de ses 57 apparitions avec l'équipe ukrainienne de futsal, Kordize devient le meilleur buteur de l'histoire de la sélection avec 65 buts.

### Futsal par saison
Koridze dispute 156 matches pour 279 buts inscrits en Premiere Futsal League ukrainienne et 29 matches pour 41 buts en Coupe nationale.
En trois saisons au Lokomotiv Odessa, Koridze marque 126 buts en 77 apparitions de championnat. En autant d'année à l'Interkas, Koridze inscrit 151 buts en seulement 44 apparitions et remporte deux titres de meilleur buteur. Koridze marque 52 buts avec le Dina Moscou en 2003-04. Il y totalise 135 buts en trois ans.
| Saison                | Club                      | Championnat           | Championnat | Championnat | Coupe(s) nationale(s) | Coupe(s) nationale(s) | Compétition(s) continentale(s) | Compétition(s) continentale(s) | Compétition(s) continentale(s) | Coupe intercontinentale | Coupe intercontinentale | Ukraine | Ukraine | Total | Total |
| Saison                | Club                      | Division              | M.          | B.          | M.                    | B.                    | Comp.                          | M.                             | B.                             | M.                      | B.                      | M.      | B.      | M.    | B.    |
| 0000-1995             | Lokomotiv Odessa          | D1                    | -           | -           | 1                     | -                     | -                              | -                              | -                              | -                       | -                       | -       | -       | 1     | 0     |
| 1995-1996             | Lokomotiv Odessa          | D1                    | 26          | -           | 8                     | -                     | -                              | -                              | -                              | -                       | -                       | -       | -       | 34    | 0     |
| 1996-1997             | Lokomotiv Odessa          | D1                    | 25          | -           | 4                     | -                     | CCC                            | -                              | 2                              | -                       | -                       | -       | -       | 29    | 2     |
| 1997-1998             | Lokomotiv Odessa          | D1                    | 26          | 25          | 5                     | 4                     | -                              | -                              | -                              | -                       | -                       | -       | -       | 31    | 29    |
| Sous-total            | Sous-total                | Sous-total            | 77          | 126         | 18                    | 4                     | -                              | -                              | -                              | -                       | -                       | -       | -       | 95    | 130   |
| 0000-1998             | Dniestr Ovidiopol         | D1                    | 6           | 2           | -                     | -                     | -                              | -                              | -                              | -                       | -                       | -       | -       | 6     | 2     |
| 1998-1999             | InterKrAZ Kiev            | D1                    | 13          | 37          | 2                     | 10                    | -                              | -                              | -                              | -                       | -                       | -       | -       | 15    | 47    |
| 1999-2000             | InterKrAZ Kiev            | D1                    | 18          | 74          | 1                     | 2                     | -                              | -                              | -                              | -                       | -                       | -       | -       | 19    | 76    |
| 2000-2001             | InterKrAZ Kiev            | D1                    | 13          | 32          | -                     | -                     | -                              | -                              | -                              | -                       | -                       | 5       | 7       | 18    | 39    |
| Sous-total            | Sous-total                | Sous-total            | 44          | 143         | 3                     | 12                    | -                              | -                              | -                              | -                       | -                       | -       | -       | 47    | 155   |
| 0000-2001             | Dina Moscou               | D1                    | 6           | 4           | -                     | -                     | CCC                            | 4                              | 4                              | -                       | -                       | -       | -       | 10    | 8     |
| 2001-2002             | Dina Moscou               | D1                    | 31          | 44          | -                     | -                     | -                              | -                              | -                              | 2+                      | 5+                      | -       | -       | 33    | 49    |
| 2002-2003             | Dina Moscou               | D1                    | 28          | 31          | -                     | -                     | -                              | -                              | -                              | -                       | -                       | -       | -       | 28    | 31    |
| 2003-2004             | Dina Moscou               | D1                    | 39          | 57          | -                     | -                     | -                              | -                              | -                              | -                       | -                       | 5       | 7       | 44    | 64    |
| Sous-total            | Sous-total                | Sous-total            | 104         | 136         | -                     | -                     | -                              | -                              | -                              | -                       | -                       | -       | -       | 104   | 136   |
| 2004-2005             | Spartak Chtchiolkovo (it) | D1                    | 34          | 36          | -                     | -                     | -                              | -                              | -                              | -                       | -                       | 6       | 4       | 40    | 40    |
| 2005-2006             | Spartak Chtchiolkovo (it) | D1                    | 34          | 22          | 8                     | 8                     | -                              | -                              | -                              | -                       | -                       | 5       | 1       | 47    | 31    |
| 2006-2007             | Spartak Chtchiolkovo (it) | D1                    | 38          | 31          | -                     | -                     | -                              | -                              | -                              | -                       | -                       | -       | -       | 38    | 31    |
| 2007-0000             | Spartak Chtchiolkovo (it) | D1                    | 18          | 10          | 2                     | -                     | -                              | -                              | -                              | -                       | -                       | -       | -       | 20    | 10    |
| Sous-total            | Sous-total                | Sous-total            | 124         | 99          | 10                    | 8                     | -                              | -                              | -                              | -                       | -                       | -       | -       | 134   | 107   |
| 0000-2008             | TTG-Yugra Yugorsk         | D1                    | 24          | 10          | 2                     | -                     | -                              | -                              | -                              | -                       | -                       | -       | -       | 26    | 10    |
| 2008-2009             | TTG-Yugra Yugorsk         | D1                    | 28          | 16          | -                     | -                     | -                              | -                              | -                              | -                       | -                       | -       | -       | 28    | 16    |
| 2009-2010             | TTG-Yugra Yugorsk         | D1                    | 19          | 13          | 5                     | 6                     | -                              | -                              | -                              | -                       | -                       | -       | -       | 24    | 19    |
| 2010-2011             | TTG-Yugra Yugorsk         | D1                    | 20          | 5           | 8                     | 2                     | -                              | -                              | -                              | -                       | -                       | -       | -       | 28    | 7     |
| Sous-total            | Sous-total                | Sous-total            | 91          | 44          | 15                    | 8                     | -                              | -                              | -                              | -                       | -                       | -       | -       | 106   | 52    |
| 2011-0000             | MFK KPRF (en)             | D1                    | 11          | -           | 1                     | -                     | -                              | -                              | -                              | -                       | -                       | -       | -       | 12    | 0     |
| 0000-2012             | Arbitrage Kourgan         | D1                    | -           | -           | -                     | -                     | -                              | -                              | -                              | -                       | -                       | -       | -       | 0     | 0     |
| 2012-2013             | CSKA Moscou               | D1                    | -           | -           | -                     | -                     | -                              | -                              | -                              | -                       | -                       | -       | -       | 0     | 0     |
| Total sur la carrière | Total sur la carrière     | Total sur la carrière | 457         | 550         | 47                    | 32                    | -                              | -                              | 6                              | -                       | 5                       | 57      | 65      | 561   | 658   |

### Football
| Saison                | Club                      | Championnat           | Championnat | Championnat | Coupe(s) nationale(s) | Coupe(s) nationale(s) | Total | Total |
| Saison                | Club                      | Division              | M.          | B.          | M.                    | B.                    | M.    | B.    |
| 1992-1993             | Tchornomorets Odessa rés. | D2                    | 18          | -           | 1                     | -                     | 19    | 0     |
| 1993-0000             | Tchornomorets Odessa rés. | D2                    | 17          | -           | 2                     | -                     | 19    | 0     |
| Sous-total            | Sous-total                | Sous-total            | 35          | 0           | 3                     | 0                     | 38    | 0     |
| 0000-1994             | Anji Makhatchkala         | D3                    | 24          | 2           | -                     | -                     | 24    | 2     |
| 1994-0000             | Torpedo Odessa            | D5                    | 5           | 1           | -                     | -                     | 5     | 1     |
| Total sur la carrière | Total sur la carrière     | Total sur la carrière | 64          | 3           | 3                     | 0                     | 67    | 3     |

## Palmarès
Koridze est finaliste avec son équipe nationale et meilleur buteur du Championnat d'Europe des nations deux fois consécutives, en 1999 puis 2001. Il est le meilleur buteur de l'histoire de l'Équipe d'Ukraine de futsal FIFA.
En 1995-96, Koridze remporte le Championnat d'Ukraine avec le Lokomotiv Odessa. Ils réalisent le doublé coupe-championnat les deux saisons suivantes. Parti au InterKrAZ Kiev en 1998, le buteur remporte le championnat les deux premières années puis la Coupe en 2000-2001. Koridze remporte six championnats d'Ukraine et trois Coupes d'Ukraine entre 1995 et 2001.
En Russie, le buteur est élu meilleur attaquant de la saison 2001-02 du championnat russe avec le Dina Moscou. En trois ans, il ne remporte pas la moindre compétition avec le Dina mais est deuxième de la Coupe d'Europe, à peine arrivé au club, puis de la Coupe intercontinentale en 2001.
Il rejoint le Spartak Shchelkovo avec qui il remporte la coupe de Russie de futsal 2005.
- Coupe intercontinentale
  - Deuxième : 2001 (Dina)

- Coupe d'Europe des champions
  - Finaliste : 2001 (Dina)

- Championnat d'Ukraine (5)
  - Champion : 1995-96, 1996-97, 1997-98 (Lokomotiv), 1998-99, 1999-2000 (InterKrAZ)

- Coupe d'Ukraine (3)
  - Vainqueur : 1996-97, 1997-98 (Lokomotiv), 2000-01 (InterKrAZ)

- Coupe de Russie (1)
  - Vice-champion : 2005 (Spartak)

- Championnat de Russie
  - Vice-champion : 2003-04 (Dina)